# Joanna Schaffgotsch
Joanna Schaffgotsch z domu Gryczik (warianty pisowni: Grycik, Gryzik, Griczyk) niem. Johanna Gräfin von Schaffgotsch, ur. 29 kwietnia 1842 w Porembie, obecnie dzielnicy Zabrza, zm. 21 czerwca 1910 w Kopicach) – dziedziczka fortuny Karola Goduli, nobilitowana w 1858 roku z dodaniem do nazwiska von Schomberg-Godulla, żona hrabiego Hansa Ulricha Schaffgotscha. 
Często określana mianem śląskiego Kopciuszka (jako spadkobierczyni po królu cynku, jakim był Karol Godula).

## Życiorys
Rodzicami Joanny byli Johann, pochodzący z Radlina chłop-komornik (1803-1845) oraz Antonia z domu Hein (1807-1898). Miała dwie siostry, zmarłą w latach dziecięcych Elisabeth (1839-1843) oraz Caroline (1845-1884)
Po śmierci męża, Antonia, wraz ze swoimi dwiema córkami była w trudnej sytuacji finansowej, co spowodowało, że szybko zaczęła planować kolejne małżeństwo. Starsza córka Joanna przeszkadzała w planach małżeńskich Antonii. W 1846 mała Joanna trafiła do domu Karola Goduli, gdzie opiekowała się nią służąca Emilia Lukas, przyjaciółka Antonii.
Karol Godula zmarł 6 lipca 1848. Zgodnie z testamentem jego główną spadkobierczynią została 6-letnia wówczas Joanna, a fortuna, jaką zgromadził śląski przedsiębiorca była jedną z największych w dziejach Górnego Śląska. Joanna odziedziczyła: 4 kopalnie galmanu i połowę udziału w kolejnej, 6 kopalni węgla, 4 majątki ziemskie – Szombierki-Orzegów, Bobrek, Bujaków oraz Chudów-Paniówki – łącznie prawie 70 tysięcy mórg pola i prawie 3,5 tys. mórg lasu. Swoim siostrzeńcom Godula zapisał jedynie legaty pieniężne w kwocie 200 tys. talarów. Mając na uwadze bezpieczeństwo Joanny (zgodnie z testamentem majątek przeszedłby w ręce krewnych Goduli po bezpotomnej śmierci Joanny), wyznaczył w testamencie jej opiekunów: swojego przyjaciela Maksymiliana Schefflera, Jana Fryderyka Fincklera, Emilię Lucas i kilku innych współpracowników. Joannę wywieziono do Wrocławia, gdzie w klasztorze urszulanek kontynuowała naukę. W 1849 Joanna wraz z Emilią Lucas wróciły do Szombierek, tu zamieszkały w pałacu Goduli. Dalszą naukę Joanny prowadziła zatrudniona w tym celu dyplomowana nauczycielka z Wiednia Amalia Porsanner von Ehrenthal. W tym czasie krewni Goduli coraz silniej dążyli do obalenia testamentu. Scheffler obawiając się o życie Joanny, ponownie wywiózł ją do Wrocławia, do klasztoru urszulanek. Po zakończeniu nauki, Joanna zamieszkała razem z Schefflerem w jego willi we Wrocławiu. Tam prawdopodobnie poznała Hansa Ulricha Schaffgotscha, swojego przyszłego męża. Scheffler wystarał się również o nobilitację Joanny. 6 października 1858 roku Król Prus Fryderyk Wilhelm IV Hohenzollern nadał jej szlachectwo zmieniając nazwisko na Gryzik von Schomberg-Godulla i nadał herb. Znalazły się w nim błękit i złoto, barwy Górnego Śląska oraz kupla.
15 listopada 1858 Joanna została żoną hrabiego Hansa Ulricha Schaffgotscha z Cieplic (w 7. pokoleniu potomka generała Hansa Ulricha Schaffgotscha i piastowskiej księżniczki z Brzegu Barbary Agnieszki). Uroczystość miała miejsce w kościele Wniebowzięcia Najświętszej Marii Panny w Bytomiu. Wcześniej, 23 października tego samego roku, przyszli małżonkowie podpisali w pałacu w Szombierkach kontrakt ślubny. Małżeństwo Hansa Ulricha i Joanny Gryzik von Schomberg-Godulla zapoczątkowało górnośląską linię rodu Schaffgotschów.
Hansa Ulricha i Joannę różniło wiele rzeczy – on raczej niemajętny (rodową fortunę odziedziczył stryj), z historycznej arystokracji i koligacjami z europejskimi dynastiami, a ona córka służącej, ale za to bardzo bogata, niedawno nobilitowana. Choć mariaż był planowany, to okazał się udany. Zaraz po uroczystości zaślubin małżonkowie zamieszkali w willi Schefflera przy obecnej ulicy Ogrodowej we Wrocławiu, a następnie przeprowadzili się do domu przy obecnej ulicy Świdnickiej (1860 r.). W 1859 roku prawni opiekunowie Joanny zakupili dla małżonków majątki w Kopicach, Chudowie i Paniowach. Ośrodkiem posiadłości Schaffgotschów został pałac w Kopicach – jedna z najwspanialszych rezydencji na Śląsku w połowie XIX wieku. W 1865 Joannę uznano za pełnoletnią, a tym samym zdobyła ona prawo do dysponowania swoim majątkiem, co czyniła z wielkim sukcesem (jej mąż utrzymywał się z posagu).
Joanna urodziła czworo dzieci: Hansa Karla (1859-1917), Clarę Hedwigę (1860-1930), Elisabeth (1862-1952) i Eleonorę (1864-1939).
W 1864 Joannę nominowano na damę honorową bawarskiego Orderu Teresy.
Zmarła 21 czerwca 1910 w swojej rezydencji w Kopicach. Pochowano ją w mauzoleum rodzinnym obok miejscowego kościoła. W 1945 żołnierze Armii Czerwonej wyciągnęli stamtąd ciało jej i męża i sprofanowali. Zwłoki zostały następnie pochowane w zbiorowej mogile obok mauzoleum. 
28 października 2019 dokonano ekshumacji hrabiny Joanny Schaffgotsch i jej rodziny do grobowca.
20 czerwca 2020 roku odbył się ponowny pochówek Joanny i jej męża w odrestaurowanym kopickim mauzoleum.

## Posiadłości Schaffgotschów[7]

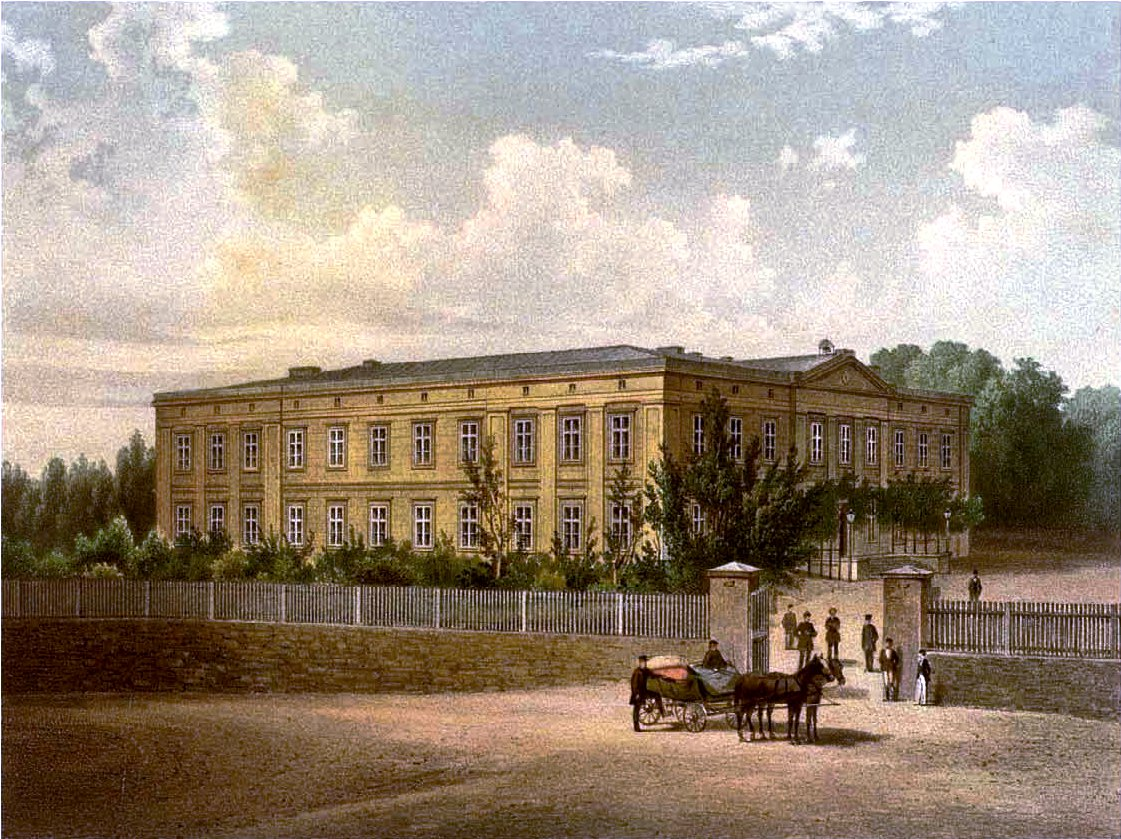
Pałac w Bytomiu-Szombierkach (zdjęcie archiwalne)

Główną posiadłością Joanny i Hansa Ulricha był pałac w Kopicach otoczony 54-hektarowym parkiem. Schaffgotschowie posiadali również zamek w Chudowie (traktowany jako miejsce do wypoczynku) oraz pałac w Bytomiu-Szombierkach, wybudowany przez Karola Godulę, a odziedziczony przez Joannę. Małżeństwo zarządzało ogromnym majątkiem, w skład którego wchodziły m.in.:
- huta cynku Godulla w Orzegowie, wybudowana w 1854, czynna do 1919,
- kopalnia węgla kamiennego Hohenzollern (później Szombierki) w Bytomiu-Szombierkach, otwarta w 1870,
- kopalnia węgla kamiennego Paulus (Paweł), założona w 1842, połączona w 1844 z wybudowaną przez Karola Godulę kopalnią Orzegów,
- kopalnia węgla kamiennego Gräfin Johanna (Bobrek),
- kopalnia węgla kamiennego Bujaków w Orzeszu, założona w 1844,
- kopalnia węgla kamiennego Kleofas w Katowicach, założona w 1840,
- kopalnia węgla kamiennego Lithandra (później Wanda) w Rudzie Śląskiej – Nowym Bytomiu, założona w 1830,
- kopalnia węgla kamiennego Gotthard (później Karol), uruchomiona, a w latach 1873–1877,
- kopalnia rud cynku Elizabeth w Bytomiu-Bobrku,
- kopalnia rud cynku Maria w Bytomiu-Miechowicach,
- koksownia w Orzegowie, zbudowana 1900-1903,
- koksownia w Zdzieszowicach.

W 1905 zakłady przemysłowe Schaffgotschów zostały przekształcone w spółkę Gräflich Schaffgotsche Werke, z kapitałem 50 mln marek, z czego 49,98 mln należało do Joanny. W 1906 Joanna podzieliła swoje udziały w spółce pomiędzy dzieci (2/5 dla Hansa Karola i po 1/5 dla Klary, Elżbiety i Eleonory).

## Fundacje Schaffgotschów
Joanna i Hans Ulrich Schaffgotschowie byli fundatorami wielu kościołów, kaplic, szkół, ochronek. Wspomagali biednych, sieroty, bezdomnych. W 1857 zorganizowali kasę zapomogową dla pracowników hut cynku. Po śmierci Joanny działalność tę kontynuowała spółka akcyjna Gräflich Schaffgotsche Werke. W 1911 roku zorganizowała ona w Szombierkach (potem w Goduli i Orzegowie) kuchnię mleczną, gdzie wszystkie matki mogły dostać raz w tygodniu odżywki dla dzieci i bezpłatnie korzystać z opieki lekarskiej.
Wśród wielu obiektów fundowanych lub dotowanych przez Joannę i Hansa Ulricha Schaffgotsch są:
- w Bytomiu: kościół Najświętszego Serca Pana Jezusa w Szombierkach, kościół św. Rodziny w Bobrku, kaplica pw, św. Józefa w Szombierkach, kolonia Bobrek w Bobrku (rejon obecnych ulic Konstytucji i Zabrzańskiej), osiedle robotnicze w Szombierkach (przy obecnych ulicach Modrzewskiego, Piątka, Witosa i Włodarskiego), kolonia Zgorzelec w Łagiewnikach,
- w Katowicach: klasztor oo. franciszkanów w Panewnikach,
- w Kopicach: szkoła,
- w Mikołowie: kościół w Bujakowie, kościół w Paniówkach,
- w Rudzie Śląskiej: kościół św. Michała Archanioła w Orzegowie, kościół Ścięcia św. Jana Chrzciciela w Goduli, szpital św. Joanny w Goduli, klasztor ss elżbietanek z przedszkolem i przytułkiem dla bezdomnych w Goduli, szkoła w Goduli, szkoła w Chebziu, kolonia Nowy Orzegów w Orzegowie (m.in. przy obecnych ulicach Bytomskiej, Czapli, Hlonda, Królowej Jadwigi), osiedle robotnicze Hofrichter w Goduli (m.in. przy ulicach Czereśniowej, Goduli i Kolbego), osiedle robotnicze w Chebziu (obecne ulice Styczyńskiego, Nowobytomska i Szafranka),
- we Wrocławiu: Instytut dla Niewidomych, Dom Wychowawczy im. Matki Boskiej Nieustającej Pomocy, klasztor ss. szarytek.

## Upamiętnienie
- 27 kwietnia 2007 roku odbyła się uroczystość nadania sztandaru i imienia hrabiny Joanny Gryzik von Schaffgotsch Szkole Podstawowej nr 3 w Rudzie Śląskiej[14].

- 29 kwietnia 2022 roku odsłonięto tablicę pamiątkową w kościele parafialnym pw. św. Jadwigi w Zabrzu-Porembie[15]
- 17 maja 2024 roku odbyła się uroczystość nadania sztandaru i imienia hrabiny Joanny Gryzik von Schaffgotsch Szkole Podstawowej w Kopicach[16].

## Joanna Schaffgotsch w kulturze
- Pokład Joanny Gustawa Morcinka, to opowieść o fikcyjnej kopalni Arnold, zaczynająca się od wizyty hrabiny w nowo powstałym pokładzie nazwanym jej imieniem. Przez pierwszych kilka rozdziałów Hrabina jest bohaterką drugoplanową powieści.
- Joanna jest bohaterką komiksu Joanna i spółka wydanego w 2018 roku przez Regionalny Instytut Kultury w Katowicach. książka składa się z pięciu opowieści, której autorami są rysownicy i scenarzyści z województwa śląskiego: Daniel Gizicki, Marta Szudyga, Tomasz Kontny, Katarzyna Klas, Krzysztof Budziejewski, Artur Chochowski oraz Mikołaj Ratka (redaktor naczelny)[17].
- Piosenka Jo Joanna, której autorką i wykonawczynią jest Jola Literska. Do piosenki stworzony został teledysk oparty na rysunkach z komiksu Joanna i spółka[18].
- Janusz L. Dobesz, Irma Kozina, Maciej Mischok, Kopice. Historia utraconego piękna, Katowice, Muzeum Śląskie, 2020, ISBN 978-83-65945-16-7

## Galeria

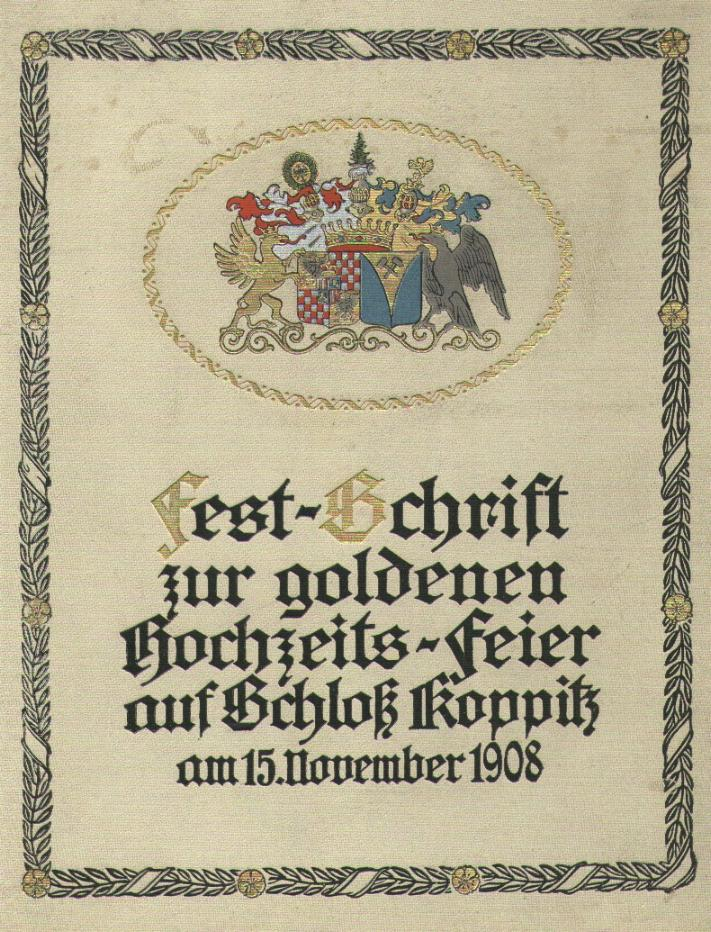
Okładka pamiątkowego albumu z 1908 r. z herbami Hansa Ulricha i Joanny Schaffgotschów
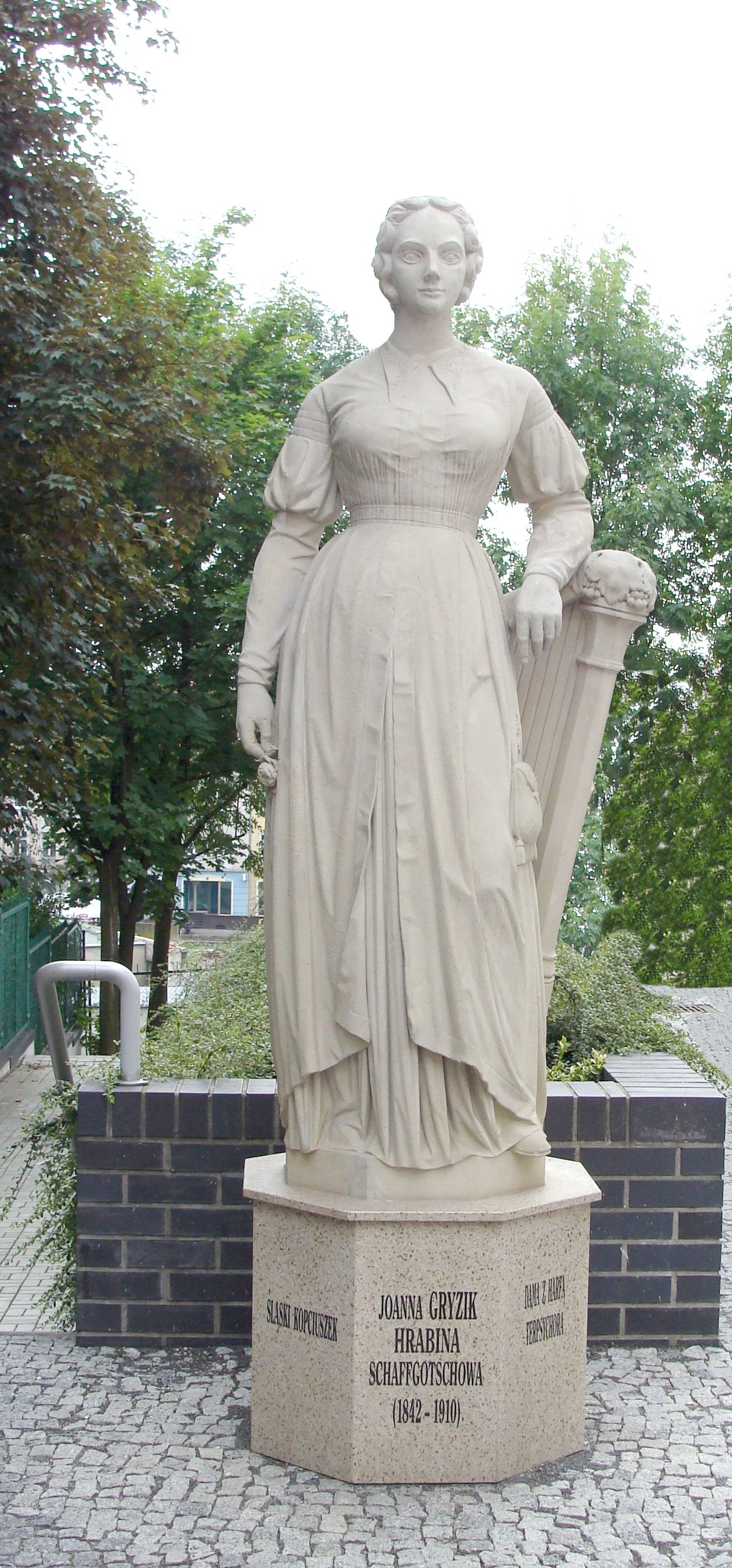
Na Wzgórzu Uniwersyteckim UO w Opolu
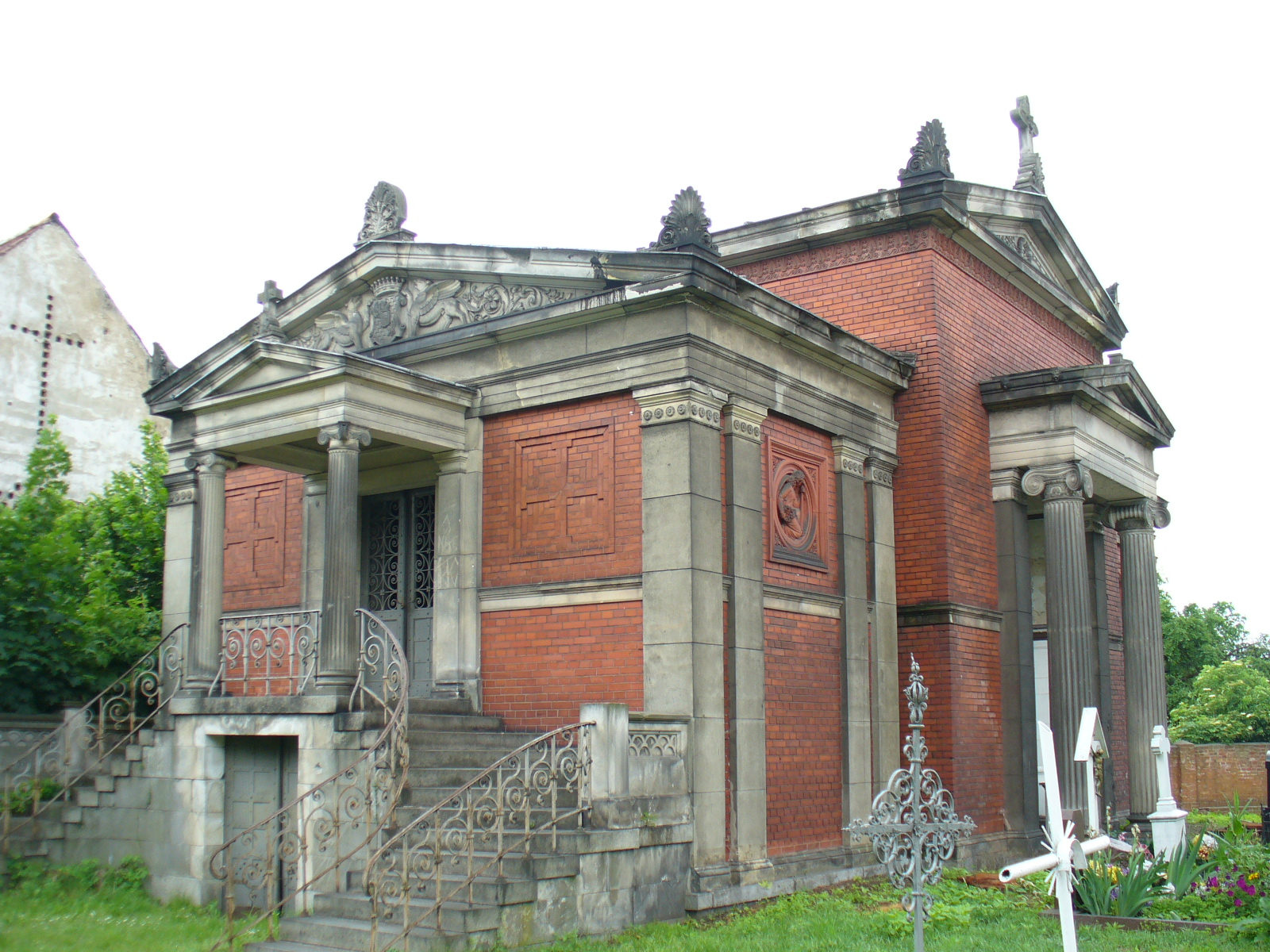
Mauzoleum w Kopicach, gdzie została pochowana
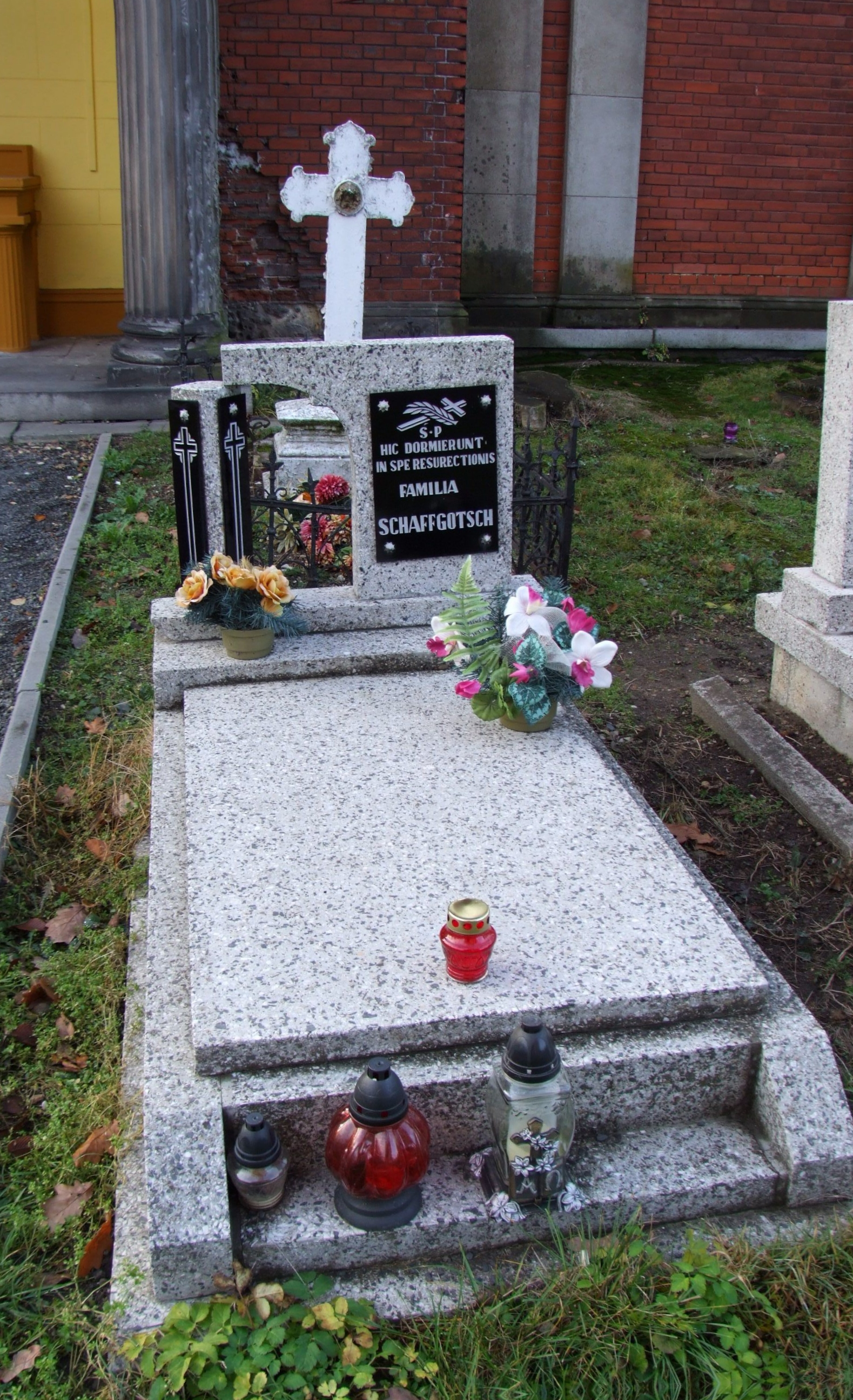
Zbiorowa mogiła, w której pochowano Schaffgotschów
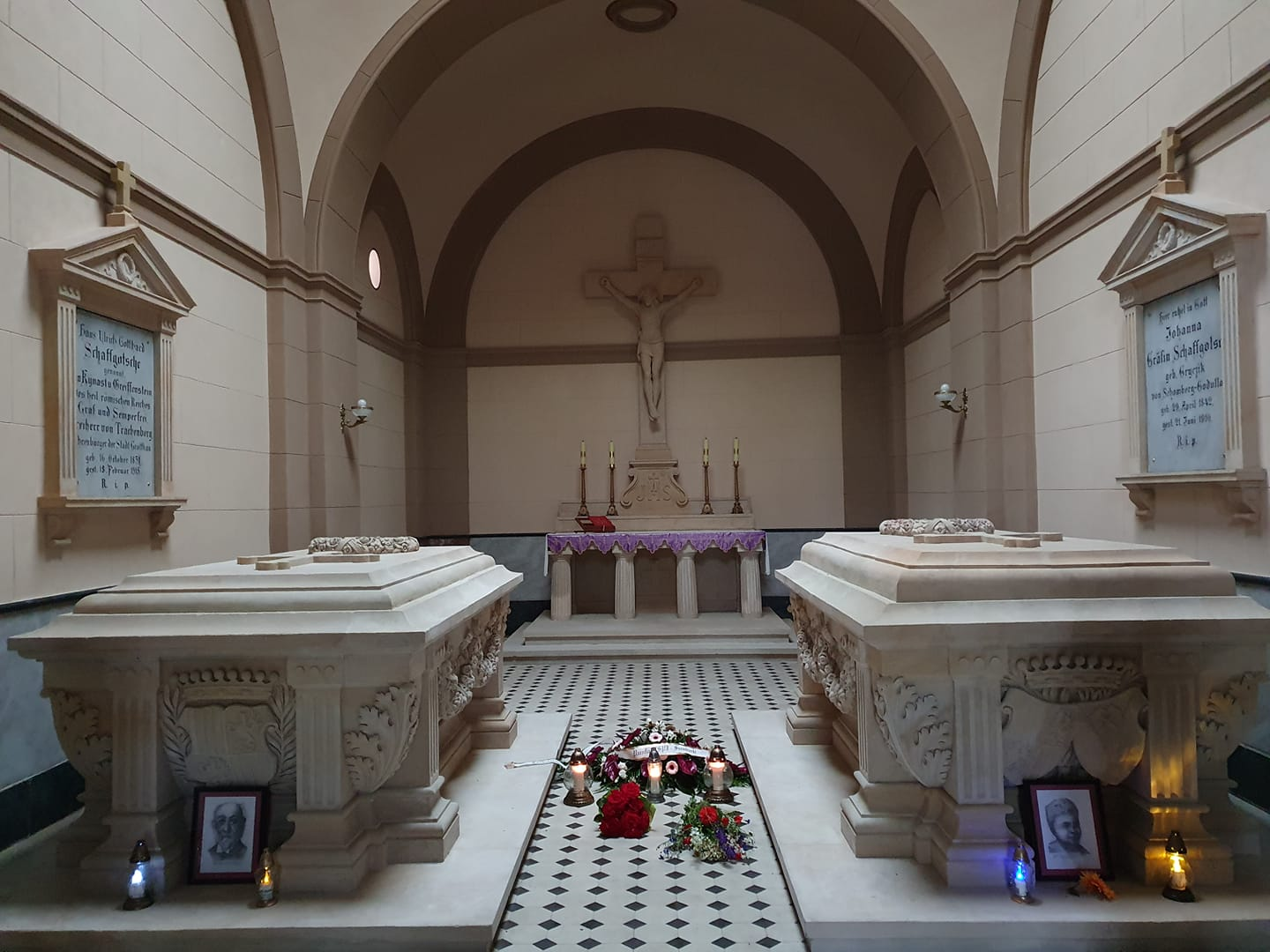
Wnętrze mauzoleum rodziny Schaffgotsch w Kopicach